# راما الثاني
لوت ناباهالا (بالتايلندية: พระบาทสมเด็จพระพุทธเลิศหล้านภาลัย) الملقب راما الثاني (بالتايلندية:พระบาทสมเด็จพระปรเมนทรมหาอิศรสุนทรฯ พระพุทธเลิศหล้านภาลัย) دامت فترة حكمه من 24 فبراير 1767 إلى 21 يوليو 1824 يعتبر الملك الثاني لمملكة سيام والرجل الثاني في الحكم ضمن سلالة شاكري نجح والده الجنرال فيرا شاكري بتأسيس الدولة وتعيين ولده خلفاً له، عرف عن الملك راما الثاني أنه كان عهده سلمياً إلى حد كبير وخالٍ من الصراعات فقد سميت فترة حكمه بالعصر الذهبي للأدب حيث عرف عنه حبه للشعر وكان راعياً للشعراء وشاعراً وقد توفي يوم 21 يوليو 1824.